# オーストラリア・ニュージーランド軍団
オーストラリア・ニュージーランド軍団 (Australian and New Zealand Army Corps) は第一次世界大戦において、オーストラリアおよびニュージーランド出身の志願兵により組織された軍団。一般的にはアンザック (ANZAC) とのアクロニムで言及される。ANZACは、後にオーストラリアおよびニュージーランド合同の軍事組織を意味する語にも発展した。ガリポリの戦い、中東戦線、西部戦線において英軍の指揮下に入り戦った。

## 軍団の編成

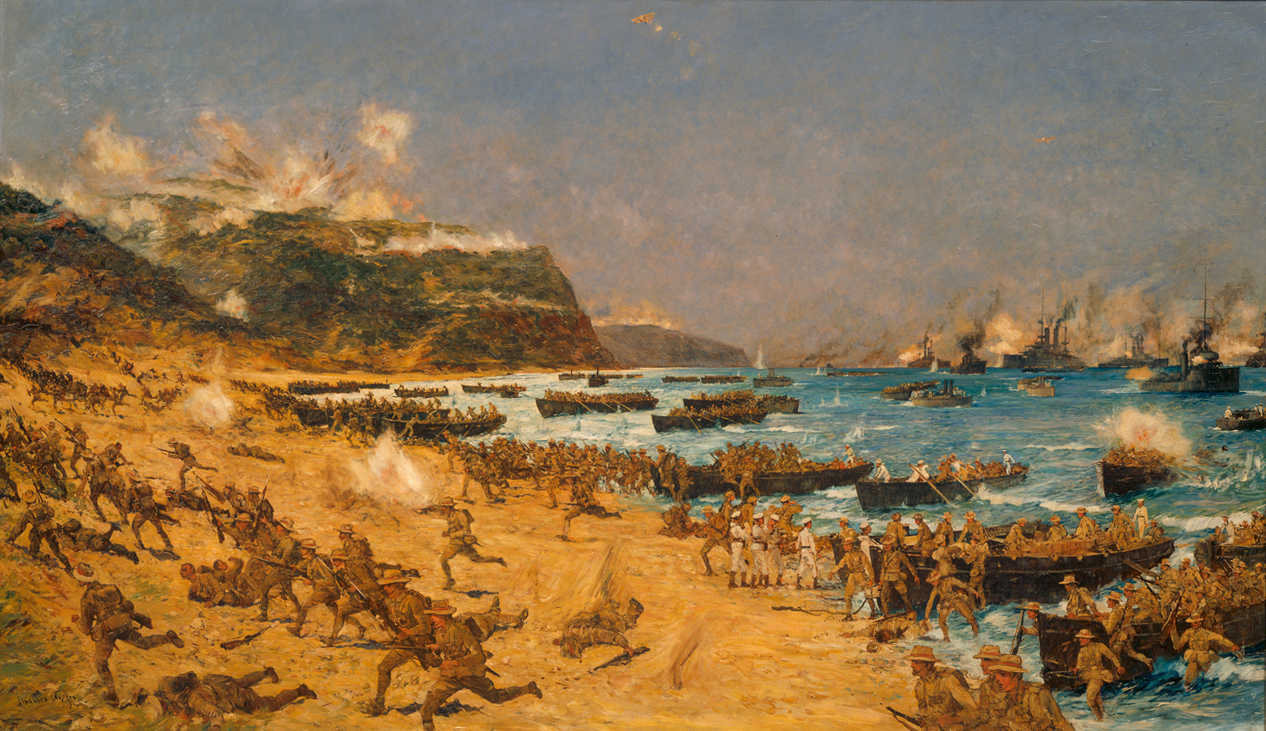
1915年4月のガリポリ上陸

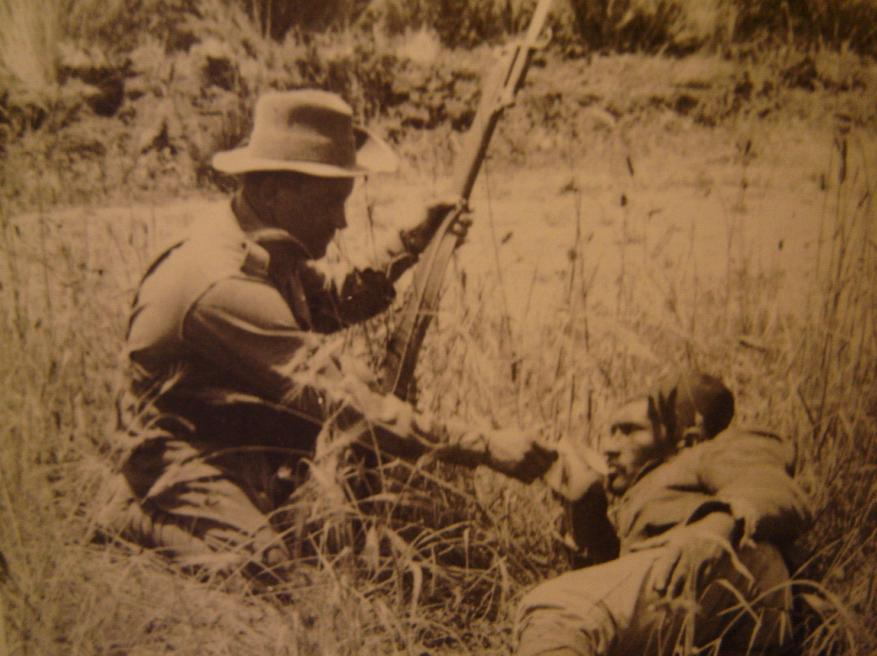
負傷したトルコ人兵に水を与えるANZACの兵士

第一次世界大戦が勃発すると、1914年中にカナダ海外派遣軍と同様にイギリス本国を支援するために、オーストラリアおよびニュージーランドからも兵員を派遣することとなった。当初名称は'オーストララシア軍団(Australasian Army Corps)'であったが、ニュージーランドの反発により、'オーストラリア・ニュージーランド軍団'(Australian and New Zealand Army Corps)となった。略称は'A. & N.Z.A.C.'がまず用いられ、短く'ANZAC'も使用された。
部隊は1914年12月にエジプト・カイロに到着し、1915年2月からガリポリに投入された。オーストラリアとニュージーランドの陸軍は、最初はウィリアム・バードウッド将軍により指揮された。当初はオーストラリア第1師団のほか、ニュージーランド歩兵旅団とオーストラリア第1軽騎兵旅団(1st LH)、ニュージーランド騎乗ライフル旅団(NZMR)で編成されていた。
間もなく、オーストラリア第4歩兵旅団と2個軽騎兵旅団が増援として到着し、ニュージーランド・オーストラリア師団が編成された。ニュージーランド・オーストラリア師団は2個歩兵旅団と2個騎兵旅団(1st LH&NZMR)の編成であった。これにより、ANZACはオーストラリア第1師団およびニュージーランド・オーストラリア師団の2個師団編成となった。
3つのオーストラリアと1つのニュージーランドの騎乗兵旅団は、ガリポリの戦いでは、ANZACの歩兵として参加していた。オーストラリア第2師団は、1915年8月にオーストラリアから到着し、いくつかの大隊は、戦争の最後の数ヶ月、ガリポリで戦闘に参加した。
1915年11月ガリポリの撤退の後、オーストラリアとニュージーランドの部隊は、エジプトに再集結した。ニュージーランドの派遣部隊は、自分たちのみの師団である、ニュージーランド師団を編成することを望んでいた。しかし、オーストラリア軍は、2つの新しい師団を編成するという大きな再編成を行なった。この2つの師団は、オーストラリア第4師団とオーストラリア第5師団である。(オーストラリア第3師団はオーストラリアで編成されたが、イギリスやフランスへは送られなかった。)
これらの師団も含めて、第1ANZAC軍団、第2ANZAC軍団の2つの軍団に再編成された。この時、頭文字を並べた略号としての「"ANZAC"」の使用が中止され、オーストラリアもしくはニュージーランドの部隊を含む編成を記述する際の単語として使用され始めた。バードウッド将軍配下の第1ANZAC軍団は1915年の初めにフランスに送られ、アレキサンダー・ゴッドレイ将軍配下の第2軍団はその後に続いた。
ANZAC騎乗兵師団(元々は、オーストラリア・ニュージーランド騎乗兵師団)は、この時編成され、3つのオーストラリア軽騎兵旅団とニュージーランド騎乗ライフル旅団から構成されていた。師団は、エジプト、シナイ半島(ロマニ、マグドハバ、マファ)、パレスチナ(ガザにおける第1次、第2次ガザの戦い、ベエルシバの戦い、エルサレム、エリコ、サルト、メギド、アンマン)、シリアを含む中東において戦った。
西部戦線では、ANZACの部隊はいくつもの戦いに参加した。オーストラリアとニュージーランド師団は、ソンムの戦いではイギリスの軍団の一部として戦いに参加した。しかし、1916年7月23日のポジエールの戦いでは、ANZACの部隊のみで戦いに参加していた。この時の編成は、第1ANZAC軍団(オーストラリア第1、第2、第4師団)であった。
1918年のソンムにおける最初の戦闘が行われた、ヴィレ＝ブルトヌーでは、オーストラリアとニュージーランドの師団を含む陸軍の軍団であることを表すため、ANZACの名称の使用をやめていた。第1ANZAC軍団は、オーストラリア軍団(この時、第4師団と第5師団より構成)と呼ばれていた。オーストラリア軍団は、5つのオーストラリア師団を含み、西部戦線の連合国軍で最も強いと言われていた。

## 関連作品
- 『誓い』 - ガリポリの戦いを題材とした1981年のオーストラリアの映画。ピーター・ウィアー監督。
- 『砂漠の勇者』 - アンザック軍団のオーストラリア軽騎兵（英語版）を題材とした、1987年のオーストラリアの映画。
- 『ディバイナー 戦禍に光を求めて』 - 2014年のオーストラリア、アメリカ合作の映画。ラッセル・クロウ監督・主演。
- 『ガリポリ』 - アンザック軍団のガリポリでの戦いを題材とした、2015年のオーストラリアのTVドラマ。